# Phytomyptera convecta
Phytomyptera convecta là một loài ruồi trong họ Tachinidae.